# Deseronto (Ontario)

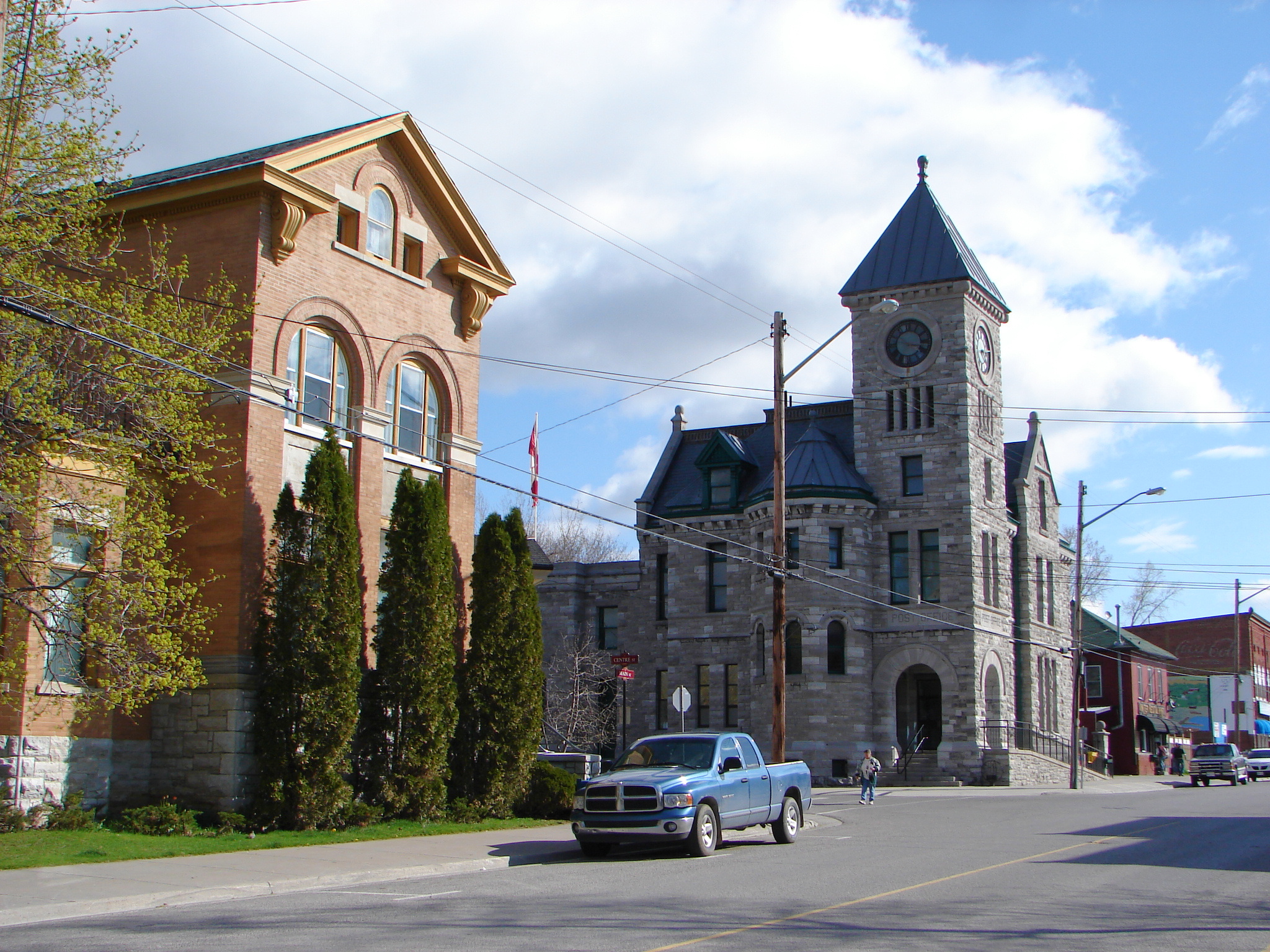
Ratusz i poczta w Deseronto

Deseronto to miejscowość (ang. town) w Kanadzie, w prowincji Ontario, w hrabstwie Hastings.
Powierzchnia Deseronto to 2,52 km².
Według danych spisu powszechnego z roku 2001 Deseronto liczy 1796 mieszkańców (712,70 os./km²).